# Zimri-Lim
Zimri-Lim was van ca. 1773 tot 1759 v.Chr. de laatste koning van Mari. 
Hij was de zoon of mogelijk de kleinzoon van Yahdun-Lim. Hij zag zich gedwongen te vluchten naar Yamkhad toen zijn vader vermoord werd door zijn eigen dienaren tijdens een staatsgreep. De stad Mari werd daarop bezet door Shamshi-adad I, de koning van Aššur, die zijn eigen zoon Yasmah-Adad op de troon van Mari zette. Kort na de dood van Shamshi-adad I wist Zimri-Lim uit ballingschap terug te keren. Met hulp van Yarim-Lim, de koning van Yamhad, wist hij de troon van Mari weer op te eisen.
Uit dankbaarheid richtte hij van zichzelf een standbeeld op voor de god Hadad van Aleppo, de belangrijkste god van Yamḫads. De bedoeling was dat het beeld de god eeuwig in dankbaarheid zou aanbidden.
Zimri-Lim bestuurde Mari ongeveer 13 jaar en hield meerdere veldtochten om zijn gezag uit te breiden in de belendende gebieden langs de Eufraat en de Khabur. Vroeg in zijn regering bezette hij Kahat. Zijn machtsgebied strekte zich ook uit over Terqa en grote delen van de Syrische steppe.
Hij trad ook internationaal op en was een tijd een bondgenoot (mogelijk rond 1764 v.Chr.) van Hammurabi in diens oorlogen tegen Eshnunna. Toen de Elamitische vorst Siwepalarhuhpak die stad aanviel steunden Zimri-Lim en Hammurabi hem, wat resulteerde in de val van Eshnunna. Zimri-Lim rekruteerde soldaten onder een aantal stammen die in zijn machtsgebied woonden, vooral van de Jamnieten. Toch lieten dezen zich niet altijd even gemakkelijk als werktuig inzetten. Ook met het betalen van schatting kon hij de stammen er niet altijd van weerhouden strooptochten over zijn grondgebied te houden. Zo kwam het in
1707 v.Chr. tot een conflict met de rebellerende Yaminieten onder hun hoofdman Jagih-Addu van Mišlan.
We zijn redelijk goed op de hoogte van het persoonlijke leven van Zimri-Lim uit de gevonden tabletten van het staatsarchief van Mari. Hij trouwde met Shibtu, een prinses van Yamkhad (nu Aleppo en omstreken). We weten dat hij ten minste 8 dochters had bij verschillende vrouwen. Hij huwelijkte ze uit aan lokale heersers en twee ervan werden priesteressen. Haya-Sumû trouwde met de beide dochters Šimatum en Kirûm.

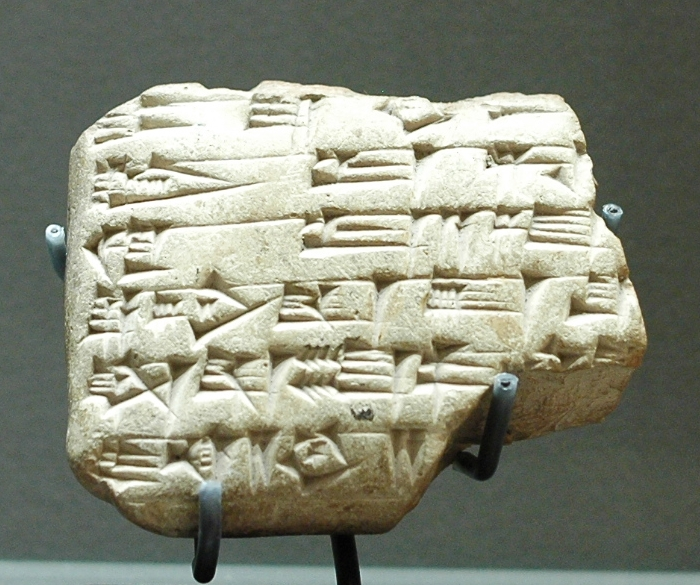
Kleitablet waarin het ijshuis genoemd wordt

Correspondentie tussen de koning en zijn dochters laat zien dat hij een hoge dunk van vrouwen had en vrouwen competent achtte in het maken van beslissingen. Naast de dochter van Jarim-Lims Šibtum huwde hij met Dam-huraši, een prinses uit het voorheen vijandige Qatna. Waarschijnlijk was hij ook getrouwd met de uit Hazor stammende Atar-Aya. Hij maakte met haar een reis naar de Levant. Hij onderhield ook uitgebreide diplomatieke contacten met allerlei andere staten in Mesopotamië en Syrië. Zijn bemiddeling in het tot stand brengen van een vredesverdrag tussen Jamḫad en Qatna laat zijn diplomatieke kwaliteiten vermoeden.
Hij breidde zijn paleis uit tot wat waarschijnlijk het grootste in zijn tijd is. Het besloeg meer dan 2,5 ha en werd al in zijn eigen tijd een bezienswaardigheid. Een aantal van de muurschilderingen ervan zijn in het Louvre in Parijs te bewonderen. Het leven in het paleis is bijzonder goed gedocumenteerd. Zo weten wij bijvoorbeeld dat de koning over een ijshuis beschikte waarin ijs uit de bergen opgeslagen werd om in de hete zomer voor koele dranken gebruikt te worden.
Ondanks het eerdere bondgenootschap veroverde en plunderde Hammurabi Mari in 1762 v.Chr., hoewel het mogelijk is dat de stad zich zonder verzet gewonnen gaf en er redelijk goed vanaf kwam. In de Wetten van Hammurabi noemt hij zichzelf "degene die Mari en Tuttul vriendelijk bejegend had".  Zimri-Lim verdwijnt echter van het toneel en was waarschijnlijk gedood bij deze gelegenheid. 

## Kleitabletten
De stad Mari werd door brand verwoest, maar deze brand bakte de kleitabletten van het paleis tot een bijna onverwoestbaar geheel, waardoor ze ons in bijna perfecte staat zijn nagelaten. De meeste tabletten stammen uit de regeringstijd van Zimri-Lim, en dat maakt hem tot een van de koningen van zijn dagen waar we het best over geïnformeerd zijn.
De  Mari-Brieven, waaronder we ook de correspondentie van Yasmaḫ-Addu verstaan, omvatten samen met de administratieve documenten van het paleis meer dan 20.000 kleitabletten. We worden daarin geïnformeerd over de stad Mari maar ook over de economische, politieke, culturele en religieuze verhoudingen in de staten van Elam, Larsa, Babylon, Ešnunna, Assyrische Rijk, Karkemish, Jamḫad, Qatna tot aan Alalaḫ, Ugarit en Hazor. Ze vertegenwoordigen daarmee de rijkste en meest toegankelijke bron van dergelijke informatie uit die tijd. Van bijzondere betekenis zijn de profetische uitspraken aan het adres van Zimri-Lim die deels grote overeenkomst qua structuur en inhoud hebben met de profetieën van de Bijbel, vooral met de boeken Samuel en Koningen. Deze parallellen hebben het besef doen groeien dat de profetie in het Oude Testament in een Amoritische (West-Semitische) traditie wortelt die duidelijk verschilt van de Mesopotamische. De West-Semitische is gebaseerd op een spontane vorm van inspiratie door goddelijke boodschappen, terwijl in Mesopotamië de mantike een grotere rol speelt.